# Дядя Стёпа

Памятник Дяде Стёпе в Усолье-Сибирском

Дядя Стёпа — персонаж советского писателя Сергея Михалкова из одноимённой поэтической пенталогии для детей. Стихотворение написано четырёхстопным хореем.
Добрый, положительный персонаж «по фамилии Степанов и по имени Степан» помогает пожарным, служит на флоте (линкор «Марат»), работает милиционером. Отличительными особенностями Дяди Стёпы являются очень большой рост, любовь к детям, положительные черты характера.

## Структура произведения

### «Дядя Стёпа»
Поэма «Дядя Стёпа» впервые опубликована в журнале «Пионер» (1935, № 7), в 1936 году включена в первый сборник стихов поэта. Отдельной книгой выпущена впервые Детиздатом в 1936 году с иллюстрациями А. Каневского. В дальнейшем иллюстрации создавали Г. Мазурин, В. Мороз, Д. Дубинский, К. Ротов, И. Кеш, В. Сутеев, Ю. Коровин и другие художники.
«Дядя Стёпа» — первое произведение цикла, в котором происходит знакомство с добрым, положительным персонажем Дядей Стёпой.
В своей книге про Сергея Михалкова Борис Галанов пишет:

На суд Маршака он (Михалков) привёз будущего знаменитого «Дядю Стёпу». Маршаку поэма понравилась… <…> Вспоминая поездку в Ленинград, Михалков потом и сам часто повторял, что если не счёл своего «Дядю Стёпу» случайным эпизодом в литературной работе и продолжал после него трудиться для юного читателя, то в этом была заслуга его первого «крёстного отца» Маршака.— Б. Е. Галанов, «Сергей Михалков»

### «Дядя Стёпа — милиционер»
Поэма «Дядя Стёпа — милиционер» впервые опубликована в журнале «Пограничник» (1954, № 20), газете «Пионерская правда» (1954, 10 декабря) с рисунками Е. Щеглова, а также в журналах «Новый мир» (1954, № 12), «Пионер» (1954, № 12) с рисунками В. Сутеева. Отдельной книгой впервые вышла в Детгизе (М., 1955) с рисунками Г. Мазурина.
В предисловии к поэме в журнале «Пионер» С. Михалков пишет:

Пятнадцать лет назад я получил права шофёра-любителя и с тех пор сам вожу автомобиль. Однажды на одной из улиц Москвы я сделал нарушение: остановил свою машину в неположенном месте, у тротуара на пешеходной дорожке. Ко мне подошёл милиционер. Каково же было моё удивление, когда я увидел своего дядю Стёпу, только в милицейской форме. Это был очень высокий милиционер. Выше всех милиционеров, каких я когда-либо видел в своей жизни!
Дядя Стёпа культурно, вежливо попросил меня предъявить водительские права и попросил больше никогда не нарушать правил уличного движения. Я извинился и обещал ему быть в следующий раз внимательнее. Мы познакомились и разговорились. Оказалось, что до того, как стать милиционером, дядя Стёпа служил на флоте. Это меня ещё больше удивило. Мой дядя Стёпа, про которого я девятнадцать лет назад написал весёлую поэму для детей, тоже ведь служил на флоте! <…> И вот теперь я решил написать продолжение моей весёлой книжки — поэму про дядю Стёпу-милиционера.— Журнал «Пионер» № 12, декабрь 1954 г.
На конкурсе произведений о милиции, объявленном Министерством внутренних дел СССР, поэма была отмечена второй премией.

### «Дядя Стёпа и Егор»
Поэма «Дядя Стёпа и Егор» впервые опубликована в газете «Правда» (1968, 27 декабря). В 1969 году вышла отдельной книжкой в издательстве «Детская литература» с рисунками Ю. Коровина.
Об идее появления поэмы «Дядя Стёпа и Егор» Сергей Михалков говорит так:

Я, друзья, скажу вам сразу:

Эта книжка по заказу.

Я приехал в детский сад,

Выступаю у ребят.

— Прочитайте «Дядю Стёпу»,

Хором просит первый ряд.

Прочитал ребятам книжку,

Не успел на место сесть,

Поднимается парнишка:

— А у Стёпы дети есть?

Что скажу ему в ответ?

Тяжело ответить: «нет».

### «Дядя Стёпа — ветеран»
Заключительная часть «Дядя Стёпа — ветеран» была опубликована в газете «Правда» (1 июня 1981 года), в журнале «Мурзилка» (1981, № 10).
Вышедший на пенсию Степан Степанов ведет активный образ жизни, по-прежнему много общается с детьми и молодежью, в частности берет с одного пятиклассника слово, что он откажется от курения, участвует вместе со школьниками в игре «Зарница», совершает туристическую поездку во Францию, где его с почетом встречают французские коммунисты и мэр Парижа. Простудившегося Дядю Степу навещает пионерский отряд, а в финале сын Егор знакомит отца с внучкой. В других версиях в Париже дядя Степа не встречается с коммунистами, а после знакомства с внучкой поэма не заканчивается — вместо потенциальной смерти автор в размышлениях дарит герою «вечную жизнь» в сердцах читателей

### «Дядя Стёпа в Красной Армии»
В 1940 году в «Молодом колхознике» (№ 5) вышла ныне малоизвестная часть цикла — «Дядя Стёпа в Красной Армии», — в которой дядя Стёпа участвует в польском походе РККА и идёт в бой «наперевес» с советским пограничным столбом. При этом сам автор не учитывал эту часть в составе цикла, и в 6-м томе Собрания сочинений назвал «четвертой, последней частью» тетралогии стихотворение «Дядя Стёпа — ветеран».

## Семья
- Жена — Маня (Маруся). Свадьба дяди Стёпы в книгах не описана.
  - Сын — Егор Степанович Степанов — образцовый мальчик. Рождён зимой в утренние часы очень крупным (8 кг). Гигантизма от отца не унаследовал, однако плечист и весьма крепок. С детства отличается огромной физической силой, завоевал первенство мира по поднятию штанги, олимпийский чемпион, лётчик-космонавт. Предположительно совершит полёт на Марс.
  - Невестка, жена Егора — не названа по имени. Свадьба Егора в книгах тоже не описана.
    - Внучка, дочь Егора — не названа по имени.

## Отзывы
- К 60-летию Михалкова Николай Тихонов в «Литературной газете» пишет:

Как прекрасная вершина возвышается его поэтическая трилогия «Дядя Стёпа». Она не имеет себе равных, как и добрый её герой — великан, с решительным добрым и справедливым характером, умеющий быть весёлым, мудрым, храбрым, великодушным, благородным, любящим шутку и не выносящим несправедливости.— Литературная газета от 14 марта 1973 года
- «Российская газета» в некрологе С. Михалкову отмечает:

Его слава среди детей и взрослых началась мгновенно с появлением доброго великана Дяди Стёпы, храброго и великодушного, благородного, спасающего людей и одним движением руки предотвращающего крушение поездов. Этот образ сразу стал ассоциироваться с обликом самого автора, высокого богатыря: первые иллюстраторы поэмы даже изображали её героя с лицом Сергея Михалкова. «Дядя Стёпа» был переведён на языки всех республик. Популярность Сергея Михалкова как детского писателя была поистине феноменальной. Совокупный тираж его книг сегодня составляет более 250 млн экземпляров. Никто из современных авторов бестселлеров не может похвастаться такими тиражами.— «Российская газета» — Центральный выпуск № 4985 (161) от 28 августа 2009 г.

## Дядя Стёпа в культуре

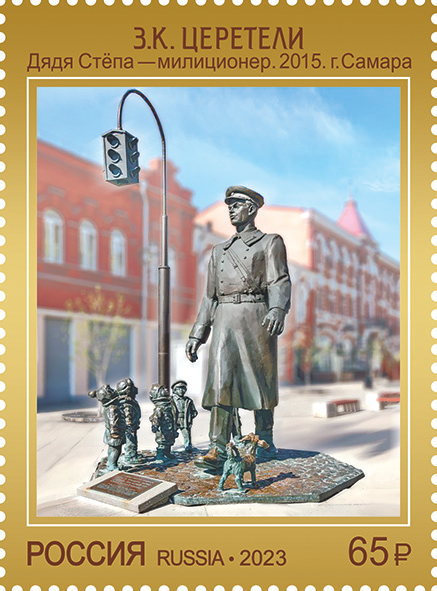
Памятник «Дядя Стёпа — милиционер» работы З. К. Церетели, установленный в 2015 году в Самаре, на почтовой марке России 2023 года из серии «Современное искусство России»

### В мультипликации
- 1939 — «Дядя Стёпа» (киностудия «Союзмультфильм»; авторы сценария С. Михалков, Н. Адуев; режиссёры В. Сутеев, Ламис Бредис)
- 1964 — «Дядя Стёпа — милиционер» (киностудия «Союзмультфильм»; режиссёр И. Аксенчук, художник Л. Шварцман)

### В театре
- 1967 — музыкальный спектакль «Дядя Стёпа» (Московский областной театр юного зрителя)[7]

### В изобразительном искусстве
- Памятник Дяде Стёпе. Скульптор — Александр Рожников (Москва, Слесарный переулок, перед зданием Управления ГИБДД Московской области)[8]
- Памятник Дяде Стёпе. Скульптор — Константин Зинич (Прокопьевск, Кемеровская область)[9]

- Памятник дяде Стёпе. Скульптор — Зураб Церетели (Самара, улица Ленинградская)

### Разное
- В 1963 году на студии «Диафильм» вышел диафильм «Дядя Стёпа» (художник Е. Мигунов)[10].
- В 1966 году на студии «Диафильм» вышел диафильм «Дядя Стёпа — милиционер» (художник Е. Мигунов)[11].
- В 1982 году на Всесоюзной студии грамзаписи «Мелодия» вышла грампластинка «Дядя Стёпа» (читает Николай Литвинов, художник В. Кузьмин), включающая в себя аудиоверсии всех четырёх поэм.
- Кондитерские фабрики СССР и России выпускали конфеты «Дядя Стёпа»[12].
- В ещё в не вышедшей инди-игре Militsioner демонстрируется переосмысленный образ дяди Стёпы, он выступает в образе гиганта-милиционера, от которого вынужден скрываться беглый преступник (игровой персонаж)[13].